# Stuart Carruthers
Pour les articles homonymes, voir Carruthers.
Stuart Cameron Carruthers, né le 31 mars 1970 à Melbourne, est un joueur australien de hockey sur gazon.

## Biographie
Stuart Carruthers remporte aux Jeux olympiques d'été de 1996 à Atlanta la médaille de bronze avec l'équipe nationale. 
Sa femme Lisa Carruthers est double championne olympique de hockey sur gazon.